# Tura (Węgry)
Tura – miasto na Węgrzech, w komitacie Pest. Powierzchnia wynosi 55,92 km², populacja 7843 osób (styczeń 2011 r.), a gęstość zaludnienia 140,1 osób/1 km².

## Bibliografia

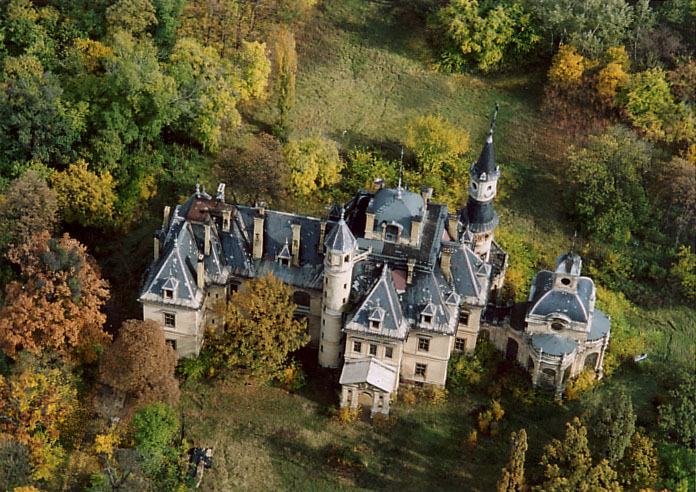
Pałac w Tura

## Miasta partnerskie
- Maserà di Padova
- Jasov
- Sântimbru